# Кросби, Фанни
Фанни Кросби (англ. Fanny Crosby; 24 марта 1820 — 12 февраля 1915) — американская поэтесса, автор известных евангельских гимнов. Самый известный её гимн: Blessed assurance, Jesus is mine (твердо я верю, мой Иисус, 1873), который исполняется на богослужениях в протестантских церквях (103 из Сборника гимнов Церкви Ингрии от 1994 года). Также ей принадлежит авторство гимна Tell Me the Story of Jesus (Весть об Иисусе скажи мне, 1880)
Родилась недалеко от Нью-Йорка. Она была потомком английских пуритан, которые осели в Новой Англии в начале XVII века. В возрасте 6 недель она потеряла зрение. В нью-йоркской школе для слепых она получила музыкальное образование и научилась пению (сопрано). Её выступления были настолько успешными, что она исполняла песни даже в Конгрессе США. В 1858 году она вышла замуж за Александра ван Альстайна, с которым познакомилась ещё в 1843 году. Муж её тоже был слеп и занимался музыкой. От их брака родилась дочь, которая умерла в детском возрасте.